# Rajpole Dębowe
Rajpole Dębowe – dawny zaścianek. Tereny, na których leżał, znajdują się obecnie na Białorusi, w obwodzie witebskim, w rejonie szarkowszczyńskim, w sielsowiecie Jody.

## Historia
W czasach zaborów w powiecie dzisieńskim, w guberni wileńskiej Imperium Rosyjskiego.
W latach 1921–1945 zaścianek leżał w Polsce, w województwie wileńskim, w powiecie dziśnieńskim, w gminie Szarkowszczyzna.
Według Powszechnego Spisu Ludności z 1921 roku zamieszkiwało tu 8 osób, 1 była wyznania rzymskokatolickiego a 7 prawosławnego. Jednocześnie wszyscy mieszkańcy zadeklarowali białoruską przynależność narodową. Był tu 1 budynek mieszkalny. W 1931 w 2 domach zamieszkiwało 17 osób.
Wierni należeli do parafii rzymskokatolickiej i prawosławnej w Szarkowszczyźnie. Miejscowość podlegała pod Sąd Grodzki w Głębokiem i Okręgowy w Wilnie; właściwy urząd pocztowy mieścił się w Szarkowszczyźnie.